# کورنینگ (آرکانزاس)
کورنینگ (آرکانزاس) (به انگلیسی: Corning, Arkansas) یک شهر در ایالات متحده آمریکا با جمعیت ۳٬۳۷۷ نفر است که در آرکانزاس واقع شده‌است.

## موقعیت جغرافیایی
موقعیت جغرافیایی شهرها و مناطق اطراف به شرح زیر است: